# 韩国宇宙电波观测网
韩国宇宙电波观测网（：／，缩写为KVN），是位于韩国的射电望远镜干涉网络。